# Valea Nicovani, Prahova
Valea Nicovani este un sat în comuna Valea Călugărească din județul Prahova, Muntenia, România.
Un obiectiv turistic din acest sat este muzeul Crama 1777, o reconstituire a uneia dintre cele mai vechi crame din România.